# Targhe d'immatricolazione della Moldavia

Modello di targa standard utilizzato dal 1º aprile 2015

Le targhe d'immatricolazione della Moldavia vengono utilizzate per identificare i veicoli immatricolati nel paese esteuropeo.

## Caratteristiche
Dal 1º aprile 2015 le targhe automobilistiche della Moldavia consistono in una combinazione di tre lettere non più identificative del distretto e tre cifre. I caratteri sono neri su bianco riflettente, ma nella banda blu a sinistra (più larga rispetto a quella del formato emesso da novembre 2011 a fine marzo 2015), in alto la bandiera dello Stato ha sostituito lo stemma nazionale, mentre in basso è rimasta la sigla automobilistica internazionale MD di colore bianco.  

### Dimensioni

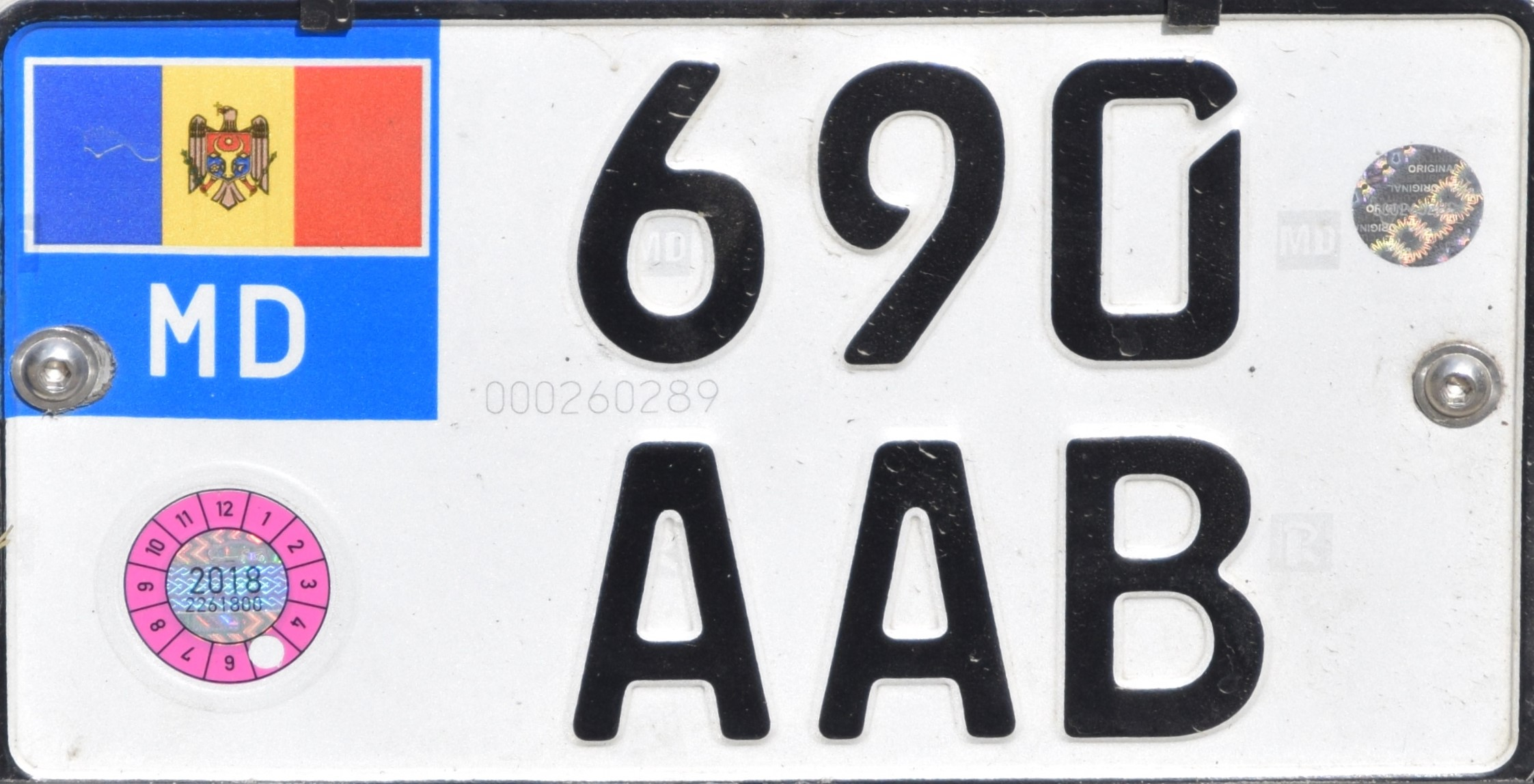
Targa d'immatricolazione di un motociclo

- Formato su una linea per autoveicoli: 520 × 112 mm
- Formato su doppia linea per autoveicoli e rimorchi: 340 × 204 mm
- Formato per motocicli: 245 × 134 mm
- Formato per mezzi agricoli, macchine operatrici e da costruzione: 280 × 204 mm

### Innovazioni anticontraffazione

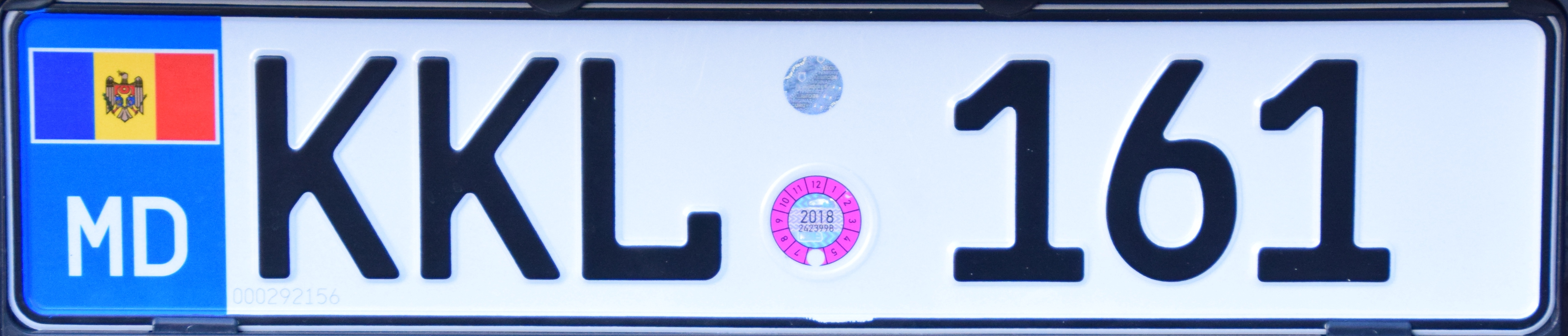
Grafica in uso con badge introdotto nel 2017 e ologramma

Unitamente all'adozione del font FE-Schrift, l'ologramma con un numero di sicurezza a nove cifre e il bollino in rilievo che certifica il controllo dei gas di scarico, posizionati rispettivamente in alto e in basso nel formato su doppia linea, tra lettere e numeri nel formato più diffuso su una riga, rappresentano delle innovazioni rispetto al sistema precedente. 
Il bollino circolare è un badge che dal 2017 viene fissato sulle targhe sia anteriori che posteriori ed è realizzato in materiale resistente agli agenti esterni; al centro sono impressi l'anno della prossima ispezione tecnica e il numero di serie a sette cifre del badge, sul bordo è indicato con un cerchio in un quadrante, il cui colore cambia annualmente, il numero da 1 a 12 corrispondente al mese del controllo tecnico da effettuare nell'anno successivo.

### Targhe personalizzate

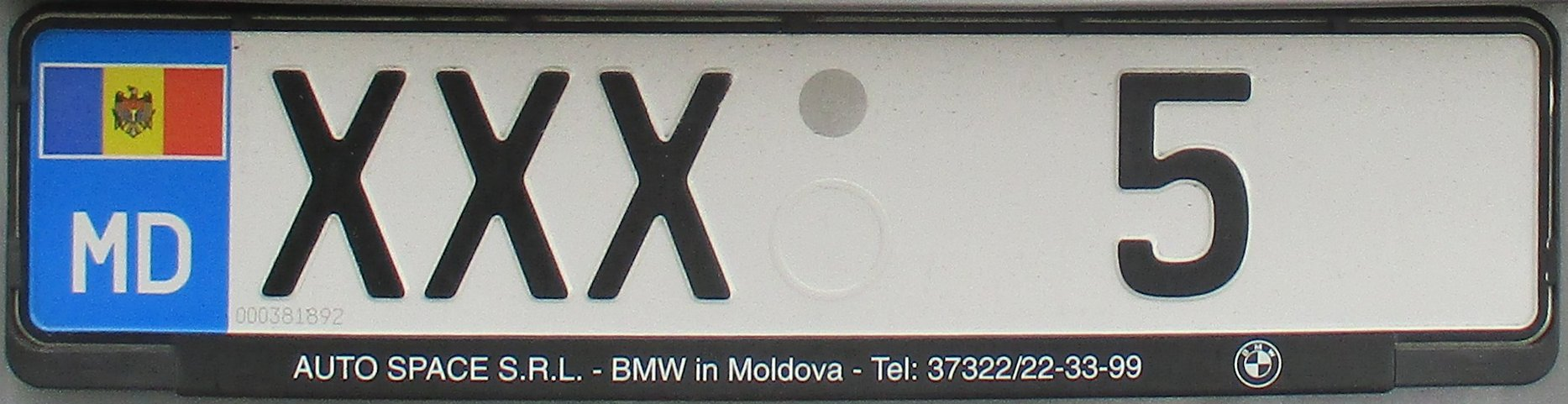
Esempio di targa personalizzata

È possibile avere targhe personalizzate, con una combinazione standard composta da tre lettere e tre cifre; previo pagamento di una sovrattassa, si può anche richiedere una serie costituita da tre lettere e una sola cifra o due, del tipo MMM 1(2).

### Formati speciali

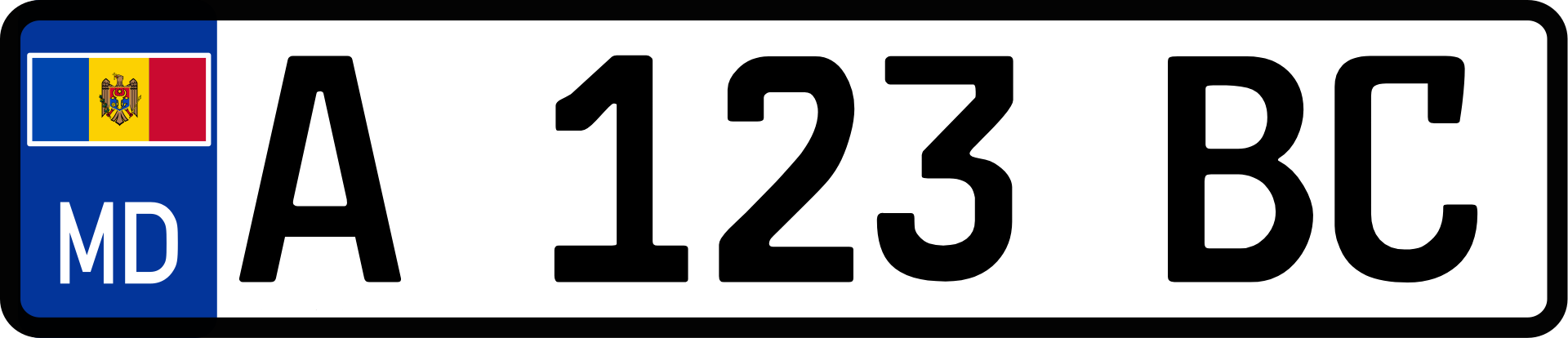
Schema di formato su una linea per rimorchi

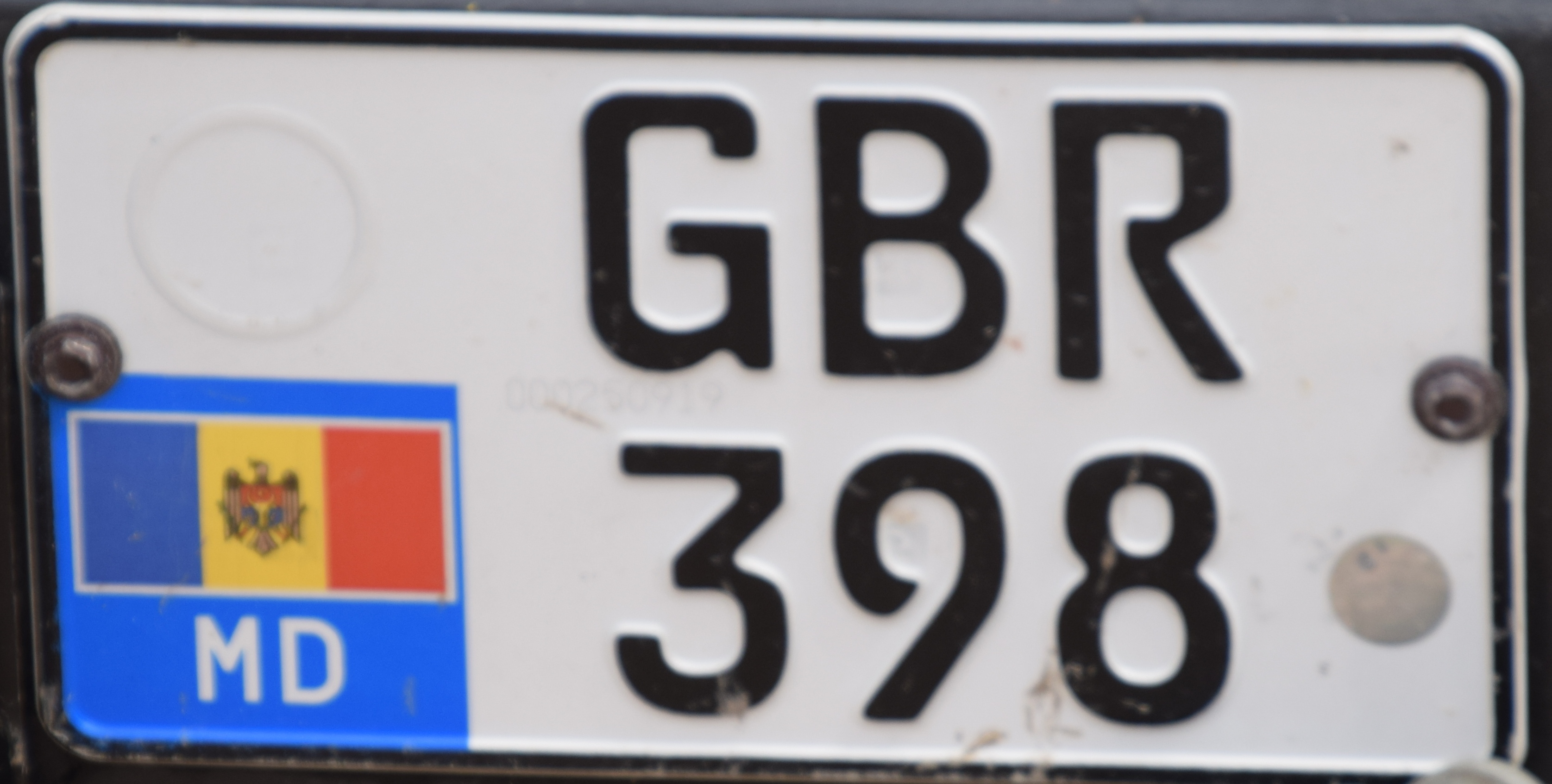
Targa su doppia riga di un rimorchio

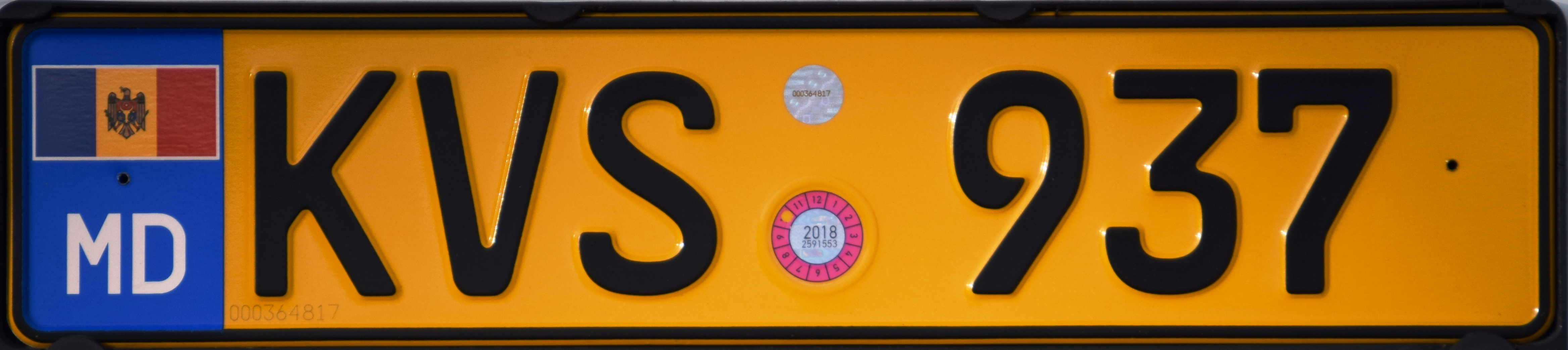
Formato attuale per autobus e taxi

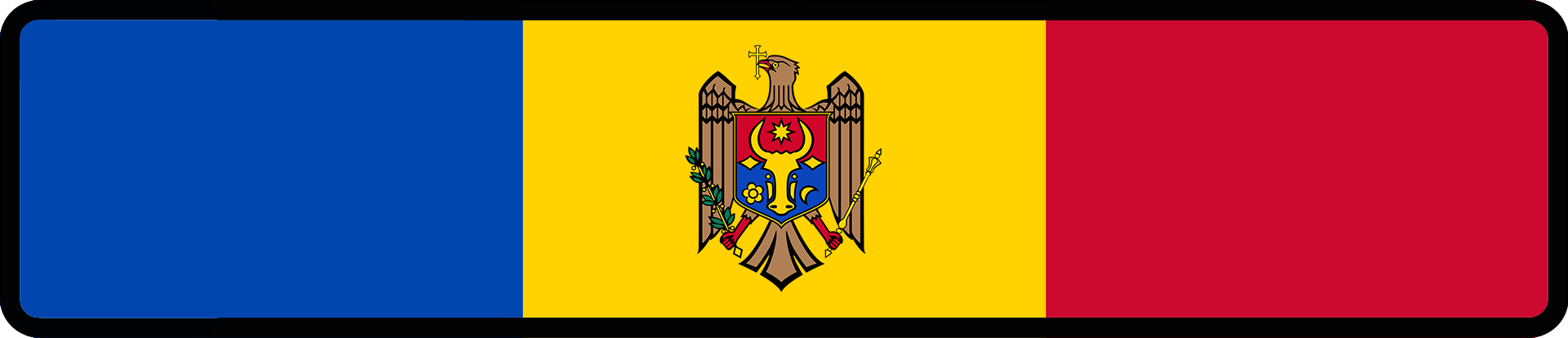
Targa anteriore di un'auto ufficiale del Presidente della Repubblica

I rimorchi possono avere targhe con caratteri disposti su una o due righe: nel primo caso la combinazione alfanumerica è L 000 LL (0 = cifra e L = lettera sequenziale), con ologramma e badge sulla destra; nel secondo caso la riga superiore è occupata da tre lettere, in quella inferiore si trova invece la banda blu seguita dalle tre cifre (LLL/000). Quest'ultimo schema vale anche per le macchine agricole, che però presentano la banda blu in alto a sinistra e le lettere di dimensioni leggermente inferiori rispetto ai numeri.
Nei motocicli, invece, le cifre sono impresse sulla riga superiore e le lettere su quella inferiore. 
Le targhe dei taxi da marzo 2015 e quelle degli autobus dal 1º marzo 2014 sono di colore giallo indiano con scritte nere. 
Le targhe anteriori delle auto ufficiali del Presidente della Repubblica (per il codice in uso nelle targhe posteriori, vd. infra) hanno soltanto lo sfondo con la bandiera nazionale, senza cifre e lettere.

## Sistema precedente (1992−2015)

### Caratteristiche

Design emesso da dicembre 1992 al 1993 con stemma nazionale adesivo e sigla "MLD"

Tipo di targa in uso dal 1995 al 31 ottobre 2011

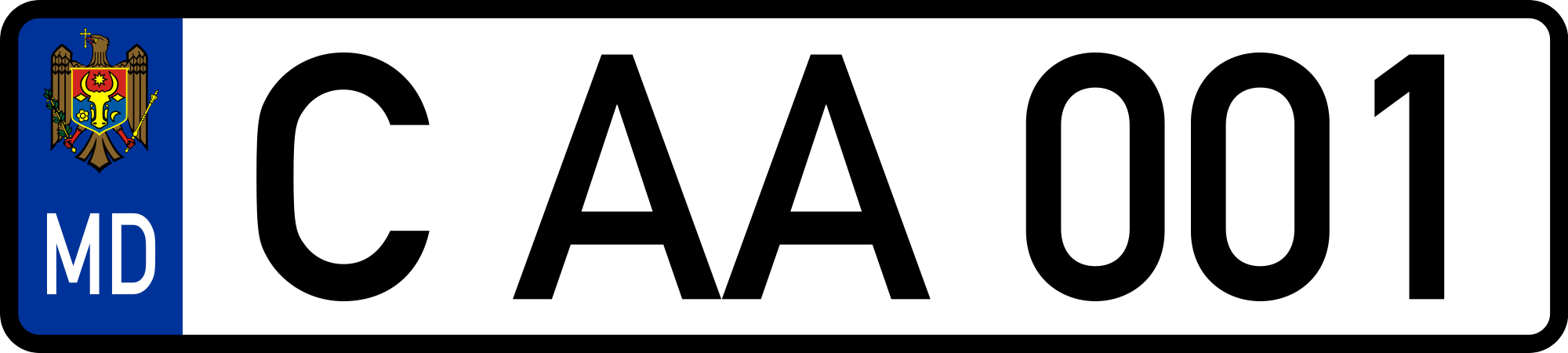
Formato standard utilizzato da novembre 2011 a fine marzo 2015

Da dicembre 1992 al 31 marzo 2015 a sinistra erano posizionati in alto lo stemma nazionale, fino al 1995 adesivo e poi stampato, e in basso la sigla automobilistica internazionale MD (MLD fino al 1993, quando fu rimpiazzata per evitare la confusione con uno dei codici non ufficiali delle Maldive) di colore nero; una linea nera verticale li separava da due lettere (con l'eccezione della capitale Chișinău che ne aveva una sola: "C" o "K") identificative della circoscrizione territoriale competente per l'immatricolazione. Queste erano anteposte a un blocco alfanumerico costituito da due ulteriori lettere (una sola nelle macchine agricole) che avanzavano in progressione da "AA" e tre cifre. Il font usato era il DIN. Le dimensioni erano le medesime del formato attuale. 
Dal 2008 venne concessa, seppure con un costo aggiuntivo, l'opportunità di scegliere la serie alfanumerica posposta alla sigla identificativa dell'area di immatricolazione o di ridurre la numerazione a una sola cifra o due invece di tre. 
Nel formato introdotto il 1º novembre 2011 le targhe erano state modificate soltanto nella parte sinistra, cioè eliminando la linea nera verticale e ponendo all'interno di una banda blu le lettere "MD" di colore bianco in basso e lo stemma dello Stato in alto.

### Rimorchi

Formato per rimorchi usato da novembre 2011 a fine marzo 2015

- Fino a tutto il 2008 i rimorchi erano immatricolati in modo indipendente in una serie separata e avevano targhe che misuravano 340 × 200 mm, con lo stemma nazionale sopra le lettere MD anteposto alla numerazione sulla riga inferiore, mentre su quella inferiore la sigla della città o distretto era seguita da un trattino e due lettere seriali a partire da AA. Nei casi in cui il rimorchio non fosse immatricolato in modo autonomo, il formato era su un'unica riga con dimensioni 520 × 113 mm e recava la stessa registrazione del veicolo trainante (del trattore stradale per i semirimorchi).
- Dall'inizio del 2009 a fine ottobre del 2011 le targhe assegnate erano disponibili solo nel formato su un'unica linea, pertanto le dimensioni erano identiche a quelle delle targhe ordinarie (520 × 113 mm). Il codice distrettuale precedeva uno spazio, tre cifre e due lettere di cui la prima era una R (che sta per Remorcă, cioè "rimorchio" in romeno) e la seconda una lettera seriale partendo da A. Fino al 31 marzo 2015 se un rimorchio non era immatricolato in modo indipendente, ripeteva la targa del veicolo trainante (del trattore stradale per i semirimorchi) ma con le lettere posposte alle cifre[3][4].
- Da novembre 2011 l'emblema nazionale e le lettere MD bianche si trovavano all'interno della banda blu a sinistra. Venne reintrodotto il formato su doppia linea come opzionale per i rimorchi non immatricolati in modo autonomo, i quali differivano dalla targa della motrice soltanto nella cifra finale della numerazione[5].

### Sigle emesse da marzo 2003 al 31 marzo 2015 e relative aree di immatricolazione

Suddivisione amministrativa dei distretti moldavi da marzo 2003 al 31 marzo 2015 con le relative sigle automobilistiche (quelle della Transnistria sono scritte in viola)

I distretti che nella tabella sotto riportata sono contrassegnati con un asterisco si trovano interamente nel territorio controllato dalla repubblica moldava della Transnistria, pertanto le rispettive sigle erano emesse soltanto per i veicoli immatricolati in Transnistria i cui proprietari avessero la residenza in Moldova. L'unico distretto indicato con due asterischi (quello di Dubăsari) si trova in parte in Transnistria e in parte in Moldova, perciò le relative targhe sono state emesse con continuità nel territorio all'interno dei confini della repubblica di Moldova, mentre in quello di Transnistria venivano rilasciate solo se i proprietari dei veicoli lì immatricolati fossero residenti in Moldova.
| Sigla     | Area di immatricolazione | Sigla | Area di immatricolazione            |
| --------- | ------------------------ | ----- | ----------------------------------- |
| AN        | Anenii Noi               | BE    | Bender*                             |
| BL        | Bălți                    | BR    | Briceni                             |
| BS        | Basarabeasca             | C     | Chișinău                            |
| CC        | Camenca*                 | CH    | Cahul                               |
| CL        | Călărași                 | CM    | Cimișlia                            |
| CR        | Criuleni                 | CS    | Căușeni                             |
| CT        | Cantemir                 | DB    | Dubăsari**                          |
| DN        | Dondușeni                | DR    | Drochia                             |
| ED        | Edineț                   | FL    | Fălești                             |
| FR        | Florești                 | GE    | Gagauzia (Гагауз Ери / Gagauz Yeri) |
| GL        | Glodeni                  | GR    | Grigoriopol*                        |
| HN        | Hîncești                 | IL    | Ialoveni                            |
| K (2009-) | Chișinău                 | LV    | Leova                               |
| NS        | Nisporeni                | OC    | Ocnița                              |
| OR        | Orhei                    | RB    | Rîbnița*                            |
| RS        | Rîșcani                  | RZ    | Rezina                              |
| SG        | Sîngerei                 | SL    | Slobozia*                           |
| SR        | Soroca                   | ST    | Strășeni                            |
| SV        | Ștefan Vodă              | TL    | Telenești                           |
| TR        | Taraclia                 | TS    | Tiraspol*                           |
| UN        | Ungheni                  |       |                                     |

### Sigle utilizzate da luglio 1999 a marzo 2003 e circoscrizioni territoriali corrispondenti

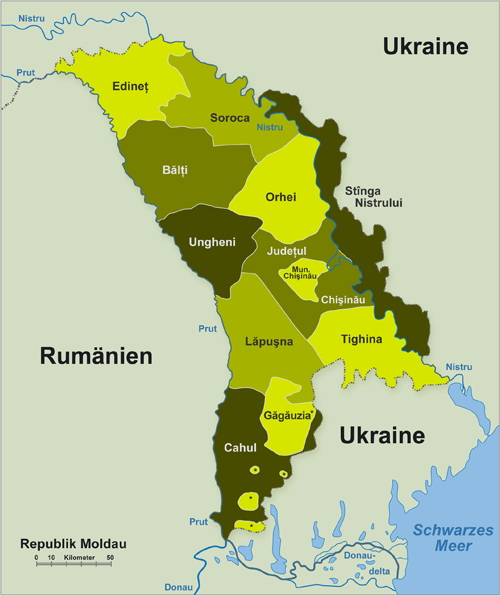
Suddivisione amministrativa della Moldavia da luglio 1999 a marzo 2003

| Sigla | Area di immatricolazione                                 | Capoluogo |
| ----- | -------------------------------------------------------- | --------- |
| BL    | Contea di Bălți                                          | Bălți     |
| C     | Municipalità di Chișinău                                 | -         |
| CH    | Contea di Cahul                                          | Cahul     |
| CU    | Contea di Chişinău                                       | Chișinău  |
| DB    | Unità territoriale della Transnistria (Stînga Nistrului) | Dubăsari  |
| ED    | Contea di Edineț                                         | Edineț    |
| GE    | Unità territoriale autonoma della Gagauzia (Gagauz Yeri) | Comrat    |
| LP    | Contea di Lăpușna                                        | Hîncești  |
| OR    | Contea di Orhei                                          | Orhei     |
| SR    | Contea di Soroca                                         | Soroca    |
| TG    | Contea di Tighina                                        | Căușeni   |
| UN    | Contea di Ungheni                                        | Ungheni   |

### Sigle in uso da dicembre 1992 a luglio 1999 e rispettivi distretti o municipalità

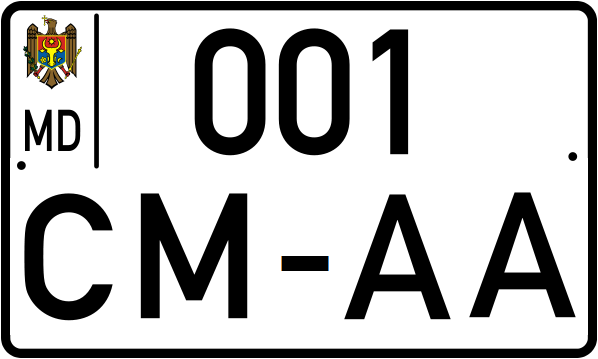
Modello di targa di un motociclo con grafica adottata dal 1995 al 2011

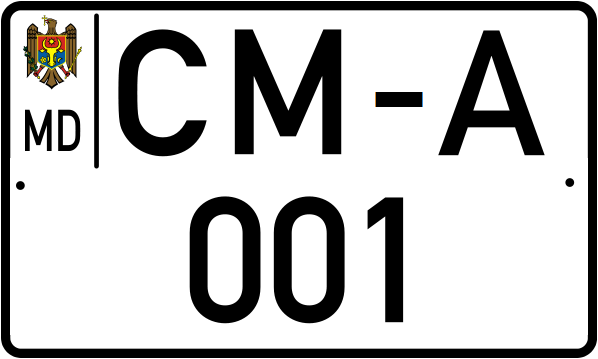
Formato del vecchio sistema per macchine agricole

N.B. Dal 1995 le targhe con sigle BE, GR, RB, SL e TR venivano emesse soltanto per i veicoli immatricolati in Transnistria i cui proprietari erano residenti in Moldova. 
| Sigla | Area di immatricolazione | Sigla | Area di immatricolazione |
| ----- | ------------------------ | ----- | ------------------------ |
| AN    | Anenii Noi               | BE    | Bender                   |
| BL    | Bălți                    | BR    | Briceni                  |
| BS    | Basarabeasca             | C     | Chișinău                 |
| CC    | Camenca                  | CG    | Ceadîr-Lunga             |
| CH    | Cahul                    | CL    | Călărași                 |
| CM    | Cimișlia                 | CN    | Căinari                  |
| CO    | Comrat                   | CR    | Criuleni                 |
| CS    | Căușeni                  | CT    | Cantemir                 |
| DB    | Dubăsari                 | DN    | Dondușeni                |
| DR    | Drochia                  | ED    | Edineț                   |
| FL    | Fălești                  | FR    | Florești                 |
| GL    | Glodeni                  | GR    | Grigoriopol              |
| HN    | Hîncești                 | IL    | Ialoveni                 |
| LV    | Leova                    | NS    | Nisporeni                |
| OC    | Ocnița                   | OR    | Orhei                    |
| RB    | Rîbnița                  | RS    | Rîșcani                  |
| RZ    | Rezina                   | SG    | Sîngerei                 |
| SL    | Slobozia                 | SR    | Soroca                   |
| ST    | Strășeni                 | SV    | Ștefan Vodă              |
| TA    | Taraclia                 | TL    | Telenești                |
| TR    | Tiraspol                 | UN    | Ungheni                  |
| VL    | Vulcănești               |       |                          |

## Codici speciali

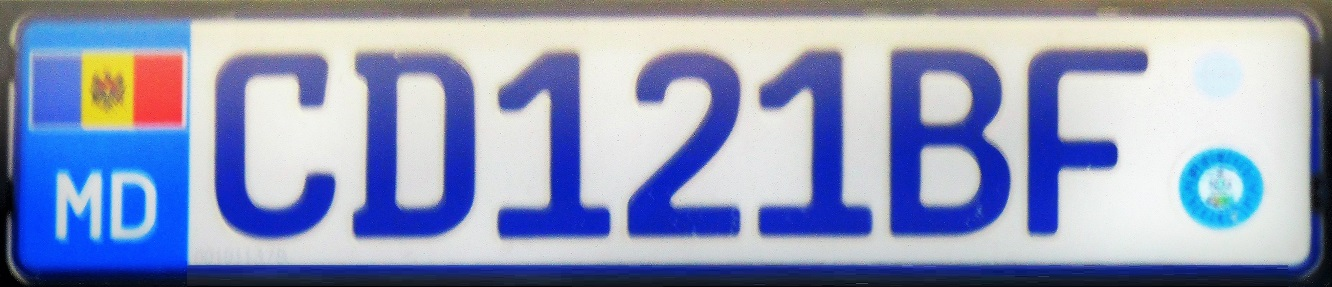
Targa apposta sull'autovettura di un corpo diplomatico

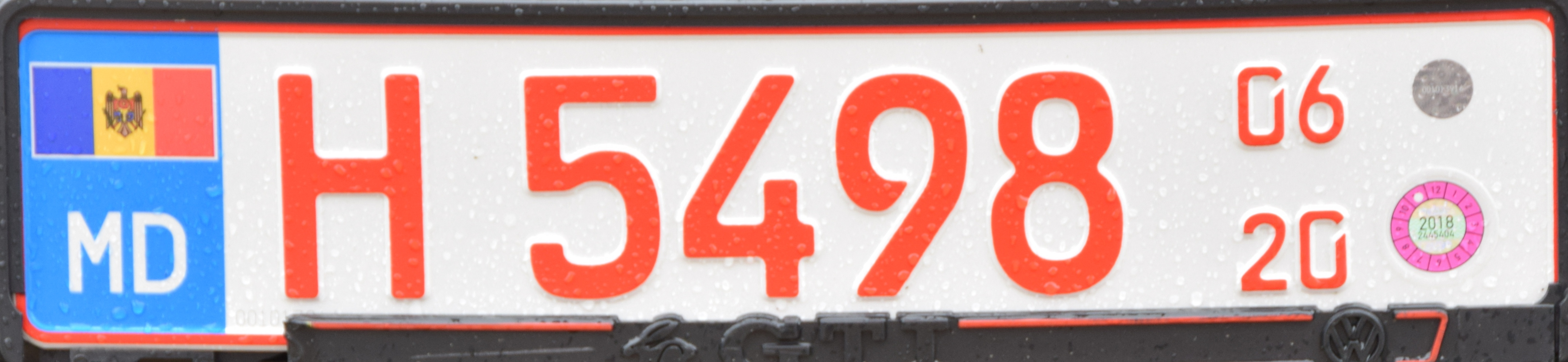
Formato in uso per veicoli di società estere o proprietari sprovvisti di permesso di residenza in Moldova

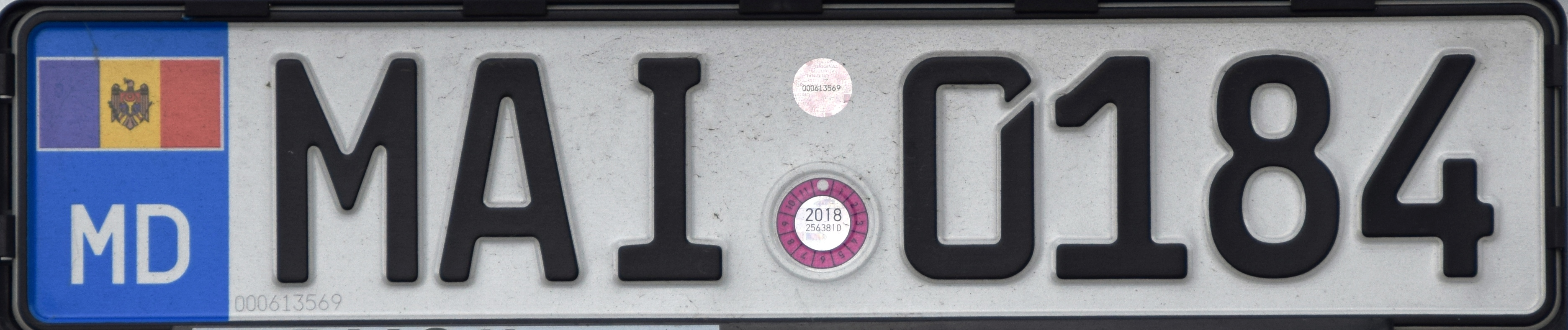
Piatto d'immatricolazione di una vettura del Ministero degli affari interni

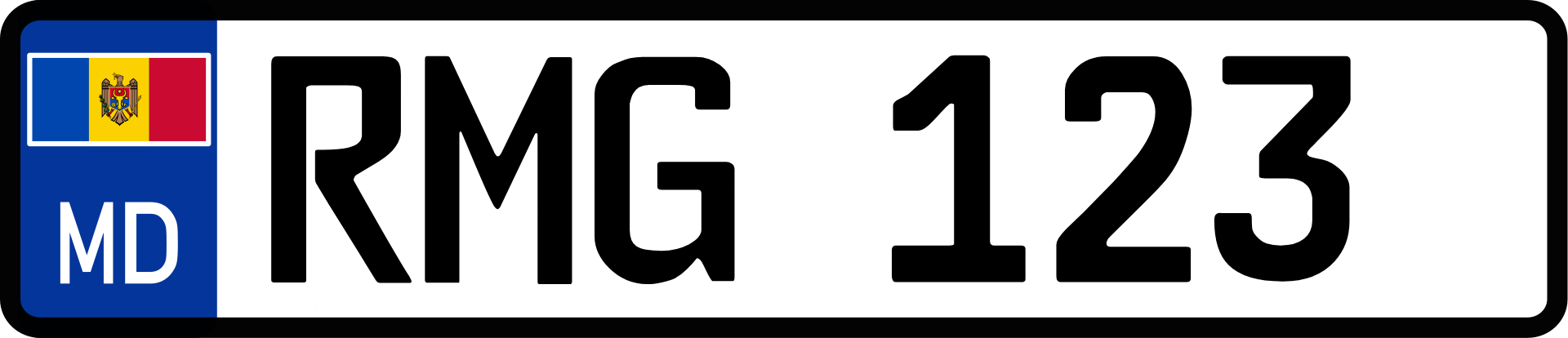
Modello di formato per auto di membri del Governo

- CC - Corpo consolare (Corpul Consular)
- CD -  Corpo diplomatico (Corpul Diplomatic)[10]
- CMD - Capo di una missione diplomatica (Chef de Mission Diplomatique)[11]
- DG - Dipartimento Guardia di Frontiera (Departamentul de Grăniceri)
- FA - Forze armate (Forțele Armate)
- H - Veicoli intestati a società estere o a cittadini stranieri con diritto di soggiorno permanente nel territorio della Moldova[12]
- MAI - Ministero degli Affari Interni (Ministerului Afacerilor Interne) - Ispettorato Generale di Polizia (Inspectoratul General al Poliției)
- P - Targa per veicoli importati in regime doganale di ammissione provvisoria (Plăcuță de înmatriculare Provizorie)[13]
- PROBE - Targa prova per concessionari
- RM -  Presidente della Repubblica di Moldova (0001, solo targa posteriore) e suo staff amministrativo (da 0002)
- RMA - Funzionari di ministeri e dipartimenti o funzionari locali della Repubblica di Moldova
- RMG - Membri del governo e capi di governo della Repubblica di Moldova
- RMP - Membri del parlamento della Repubblica di Moldova
- RT + lettera seriale partendo da "A" - Rimorchio agricolo (Remorcă de Tractor)[14]
- SP - Servizio di Sicurezza e Scorta delle alte cariche dello Stato (Serviciului de Protecție și Pază de Stat)
- T, T-т - Targa di transito (Plăcuță de înmatriculare de Tranzit) per veicoli cancellati dal registro in caso di esportazione definitiva[13]
- TC - Veicolo di un ufficio consolare, di un funzionario o impiegato consolare, di membri del personale in servizio presso uffici consolari (Transport Consular)
- TS - Veicolo del personale tecnico (Technical Staff) di missioni diplomatiche e membri di organizzazioni internazionali
- VM - Ministero delle dogane (Vamal Minister)

## Codici speciali terminati

### a) nel 2015

Targa di un veicolo intestato a una società estera

- K SP - Servizio di Sicurezza e Scorta delle alte cariche dello Stato (Serviciului de Protecție și Pază de Stat)

- MIC - Ministero degli Affari Interni - Carabinieri (Ministerul Afaricelor Interne - Trupele de Carabinieri)

- PZ[15] - Veicoli intestati a società estere[13]

### b) nel 2001

Esempio di formato emesso dal 1995 al 2000 per auto della polizia stradale

- MI - Polizia criminale (Ministerul de Interne)
- x(x)[16] POL - Polizia locale (Poliție)
- PR, x(x)[16] PR - Polizia stradale (Poliția Rutieră)
- x(x) RM - Governatori distrettuali della Repubblica di Moldova (Republicii Moldova)
- RM-C - Cancelleria della Repubblica di Moldova
- RM-M - Ministri della Repubblica di Moldova
- RM-W - ?

### c) nel 2000
- x(x) ZZ[17] - Veicoli intestati a società estere o a cittadini stranieri con diritto di soggiorno permanente nel territorio[13]

### d) nel 1999
- TG[18] - Guardia di frontiera (Trupelor de Grăniceri)

### e) nel 1993
- MV 0000 L[19] - Veicoli di cittadini espatriati dalla Repubblica di Moldova